# Уордроп, Оливер
Джон Оливер Уордроп (10 октября 1864 — 19 октября 1948) — британский дипломат, путешественник и исследователь, наиболее известный многолетними исследованиями Закавказья, преимущественно Грузии. 
В 1919—1921 годах Уордроп был дипломатическим представителем Великобритании в Закавказье, по возвращении в Великобританию основал фонд картвелологии и продолжал изучать литературу и культуру Грузии.

## Знакомство с Грузией
Впервые Оливер Уордроп попал в Грузию в 1887 году, он приплыл на пароходе в Батум и совершил оттуда длительную поездку по Грузии. Путевые заметки и впечатления поездки легли в основу его книги «The Kingdom of Georgia. Notes of travel in a land of women, wine, and song», опубликованной в 1888 году и содержавшей описания достопримечательностей, маршрутов, небольшой словарик и описание грузинского алфавита. Книга произвела большое впечатление в Великобритании и заинтересовала его родную сестру Марджори, решившую посвятить себя изучению грузинского языка и грузинской культуры.
В 1888 по совету исследователя Закавказья и Армении Джеймся Брайса Оливер Уордроп поступил в Баллиол-колледж Оксфордского университета, где изучал русский язык под руководством Уильяма Ричарда Морфилла. 

## На дипломатической работе
По завершении университетского курса в 1892 году Оливеру Уордропу была предложена работа в министерстве иностранных дел и его первым назначением стала должность секретаря посла Великобритании в Санкт-Петербурге. За этим назначением последовали консульские должности в Керчи, снова в Петербурге и должность генерального консула в Бухаресте. Его сестра сопровождала его в переездах, переписывалась с друзьями в Грузии и продолжала работу над переводами грузинских текстов, в том числе «Витязя в тигровой шкуре». 
В 1894-1895 году Оливер и Марджори Уордропы посетили Грузию, путешествовали по ней, встречались с видными деятелями грузинской культуры, совершенствовали своё знание грузинского языка. Одним из важных результатов этой совместной поездки стало издание переводов на английский нескольких классических грузинских текстов, в том числе выполненного Оливером Уордропом совместно с сестрой перевода книги Сулхан-Саба «О мудрости вымысла». Рукописный дневник Марджори Уордроп, описывающий эту поездку, сохранился в коллекции Бодлианской библиотеки. В начале июня 1896 года его сестра с родителями и младшим братом Томасом вновь посетили Грузию, приехав сухопутным путём через Ростов и Владикавказ, но сам Оливер Уордроп не смог поехать из-за занятости.   
Тем не менее, находясь на дипломатической работе Оливер Уордроп не терял связи с Грузией. В 1906 году в британской прессе появились подробные сообщения о военных репрессиях против революционных выступлений в Грузии, в том числе о жестоком подавлении Гурийской республики. Уордроп и его сестра Марджори вместе с другими сочувствовавшими, в том числе феминисткой и анархисткой Нанни Драйхёрст организовали Комитет спасения Грузии, позже ставший Комитетом друзей Грузии.
Также Оливер Уордроп поддержал инициативу Варлама Черкезишвили и Георгия Гвазава, написавших от имени грузинского народа антироссийскую петицию к международной конференции 1907 года в Гааге. Авторы петиции привлекли к написанию текста самого Уордропа, и при участии Нанни Драйхёрст и других европейских деятелей, сочувствовавших Грузии, донесли текст петиции до участников конференции.

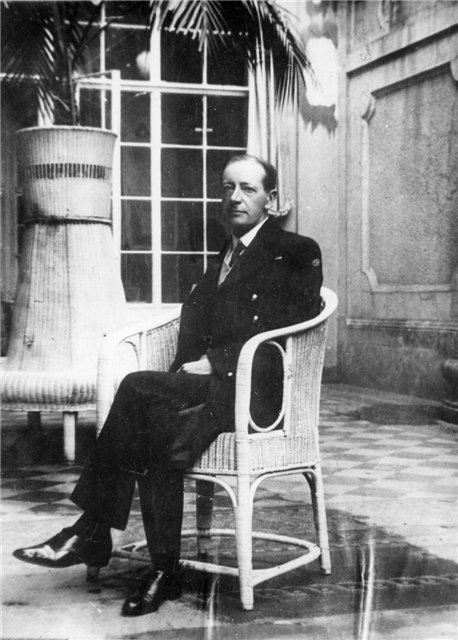
Оливер Уордроп в Тифлисе

В ноябре 1909 года Марджори Уордроп неожиданно скончалась от сердечного приступа, находясь в Бухаресте. Её смерть стала ударом не только для Оливера, но и для их многочисленных друзей, и когда в январе 1911 года Оливер посетил Грузию в третий раз, видные деятели Грузии приходили к нему принести соболезнования и почтить память Марджори. В память о сестре Оливер Уордроп основал при Оксфордском университете фонд грузинской культуры имени Марджори Уордроп и всю оставшуюся жизнь пополнял коллекцию фонда, а также издал сделанный ею перевод поэмы Руставели «Витязя в тигровой шкуре». В 1912 году, когда Уордроп готовил к печати первое издание перевода поэмы, его попутчиком по морскому путешествию оказался поэт Константин Бальмонт — будущий создатель первого русского перевода поэмы Руставели. Именно от Уордропа Бальмонт впервые узнал о существовании «Витязя в тигровой шкуре»: тот дал ему почитать корректуру английского перевода.
После революций 1917 года и развала Российской империи Грузия в 1918 году провозгласила независимость и летом 1919 года правительство Великобритании приняло решение о назначении дипломатического посланника в Грузию. Оливер Уордроп был идеальным кандидатом на эту роль из-за большого опыта работы и знания грузинского языка, и его назначение в Грузию состоялось 27 июня 1919 года. Менее чем через месяц его полномочия были распространены на всё Закавказье. На этой должности Уордроп проработал до советизации Грузии в 1921 году и покинул Закавказье, отплыв на пароходе из Батуми вместе с отправлявшимся в изгнание демократическим правительством Грузии.
В 1927 году Уордроп оставил государственную службу и посвятил всё своё время работе в фонде Марджори Уордроп, в 1930 году принял участие в создании в Лондоне Грузинского исторического общества и журнала Georgica, много помогал материально малообеспеченным студентам грузинского происхождения. Он скончался в 1948 году в Лондоне.

## Память

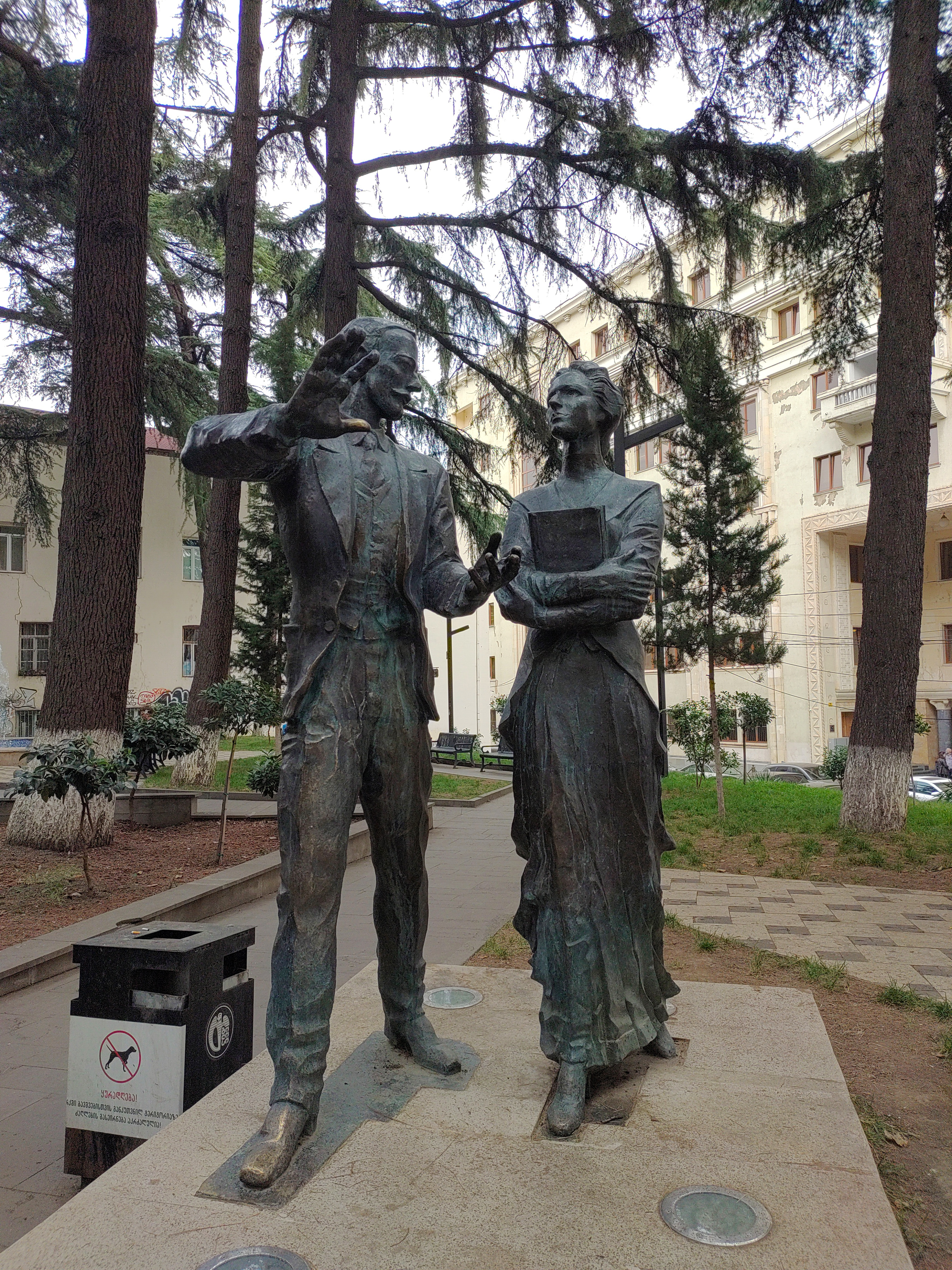
Памятник сестре и брату Уордропам в Тбилиси

В 2014 году именем Оливера Уордропа была названа площадь на Мтацминда, в историческом центре Тбилиси неподалёку от Министерства иностранных дел Грузии. 
В октябре 2015 в Тбилиси на площади имени Оливера Уордропа был открыт памятник сестре и брату Уордропам работы скульптора Джумбера Джикия.